# Liste der Monuments historiques in Écrouves
Die Liste der Monuments historiques in Écrouves führt die Monuments historiques in der französischen Gemeinde Écrouves auf.

## Liste der Immobilien
| Bezeichnung                                      | Beschreibung           | Standort                 | Kennzeichnung | Schutzstatus | Datum | Bild           |
| ------------------------------------------------ | ---------------------- | ------------------------ | ------------- | ------------ | ----- | -------------- |
| Kirche Notre-Dame-de-la-Nativité-et-de-la-Vierge | ab dem 13. Jahrhundert | Place de l’Église (Lage) | PA00106025    | Classé       | 1883  | weitere Bilder |

## Liste der Objekte
| Bezeichnung                   | Beschreibung                                                                                        | Standort                                                             | Kennzeichnung | Schutzstatus | Datum | Bild |
| ----------------------------- | --------------------------------------------------------------------------------------------------- | -------------------------------------------------------------------- | ------------- | ------------ | ----- | ---- |
| Skulptur Madonna mit Kind (1) | Stein, farbig gefasst und vergoldet, um 1400                                                        | in der Kirche Notre-Dame-de-la-Nativité-et-de-la-Vierge (Lage)       | PM54000213    | Classé       | 1965  |      |
| Skulptur Johannes der Täufer  | Stein, ehemals farbig gefasst, Ende des 14. Jahrhunderts                                            | in der Kirche Notre-Dame-de-la-Nativité-et-de-la-Vierge (Lage)       | PM54000212    | Classé       | 1964  |      |
| Skulptur Madonna mit Kind (2) | Stein, 14. Jahrhundert                                                                              | außen an der Kirche Notre-Dame-de-la-Nativité-et-de-la-Vierge (Lage) | PM54000211    | Classé       | 1964  |      |
| Wandgemälde                   | Darstellung von Mariä Verkündigung und Szenen aus dem Leben des heiligen Mansuetus, 14. Jahrhundert | in der Kirche Notre-Dame-de-la-Nativité-et-de-la-Vierge (Lage)       | PM54001129    | Classé       | 1883  |      |
| Skulptur Madonna mit Kind (3) | Stein, farbig gefasst, um 1550; möglicherweise nicht mehr in der Kirche                             | in der Kirche Notre-Dame-de-la-Nativité-et-de-la-Vierge (Lage)       | PM54001522    | Inscrit      | 1977  |      |
| Hauptaltar                    | Holz, farbig gefasst und vergoldet, 18. Jahrhundert                                                 | in der Kirche Notre-Dame-de-la-Nativité-et-de-la-Vierge (Lage)       | PM54001523    | Inscrit      | 1994  |      |